# Armando Chin Yong
Armando Chin Yong, também conhecido como Chen Rong (Bahau, 6 de julho de 1958 - Kuala Lumpur, 2 de fevereiro de 2011), foi um cantor de ópera malaio, único tenor de seu país com fama internacional forjada em casas de ópera e salas de concerto da Europa e da Ásia. 
Chin Yong recebeu boa parte de sua educação cantando em Roma, Itália e em Viena, Áustria e faleceu, repentinamente, quando caminhava na cidade de Kuala Lumpur.